# Farsetia linearis
Farsetia linearis là một loài thực vật có hoa trong họ Cải. Loài này được Decne. ex Boiss. mô tả khoa học đầu tiên năm 1842.